# Petro Porosjenko
Petro Oleksíjovytj Porosjenko (ukrainsk: Петро́ Олексі́йович Пороше́нко, tr. Petro Oleksíjovytj Porosjenko; født 26. september 1965) er en ukrainsk oligark og politiker, der var Ukraines præsident fra 2014 til 2019.
Porosjenko var udenrigsminister og minister for handel og økonomisk udvikling og er omtalt som en af de mest indflydelsesrige personer i ukrainsk politik. Fra februar 2007 til marts 2012 var Porosjenko leder af Ukraines nationalbanks bestyrelse. Porosjenko blev valgt til præsident den 25. maj 2014 med mere end 54 % af stemmerne i første runde og undgik dermed en anden valgrunde.
Den 21. april 2019 tabte han præsidentvalget til Volodymyr Zelenskij.

## Tidligt liv og uddannelse

### Fødsel og barndom
Porosjenko blev født den 26. september 1965 i Bolgrad (nu Bolhrad), Odessa oblast i Ukrainske SSR. Hans far var Oleksíj Porosjenko (født 1936, nu direktør for Porosjenkos selskab Prime Aktiv Kapital)og i 1965 administrator af landbrugsudstyr. Porosjenkos mor, Jevgenija Sergiіvna (1937-2004), var regnskabschef i Jordbrugsdepartementet.
I 1974 flyttede familien til Bender i Moldoviske SSR (nu i Transnistrien). Ifølge familien var Oleksíj Porosjenko vicedirektør for et eksperimentelt reparationsværksted. Gamle venner af familien påstår at flytningen skyldtes et alvorligt slagsmål, som Misja, Petros storebror, havde været involveret i. Der Spiegel oplyser, at Oleksíj Porosjenko sad to år i fængsel for tyveri af statens ejendom. I Bender afsluttede Porosjenko gymnasiet. Fra 1977 var Oleksíj Porosjenko forfremmet til direktør for reparationsværkstedet, og fra 1983 var han ansat på Moldavizolit i Tiraspol, producent af mindre landgangfartøjer.
I 1984 til 1986 aftjente Petro Porosjenko sin værnepligt i den sovjetiske hær. På grund af et slagsmål med fire kadetter på militærkommissariatet blev han sendt til Kasakhiske SSR.

### Uddannelse
I 1989 dimitterede han i økonomi fra fakultetet for internationale relationer og international ret (senere Institut for Internationale Relationer) på Kijevskij nationale universitet Tarasa Sjevtjenka, hvorefter han fortsatte studierne ved universitetet og dimitterede som kandidat i økonomi, svarende til cand.oecon. i 2002 med afhandling om "Lovmæssig regulering af statslige selskaber i Ukraine". Petro Porosjenko har forfattet afhandlingen "Statens selskabsrettigheder i Ukraine. Teorien om dannelsen af relationer", flere videnskabelige publikationer og er medforfatter til lærebogen Aktuelle internationale økonomiske forbindelser.
Porosjenko taler ukrainsk, russisk, engelsk og rumænsk (moldavisk).

## Erhvervskarriere
I Ukraine blev der i 1990'erne ført en risikabel økonomisk politik, og regeringerne viste sig som modstander af reformer, der kunne tøjle den indenlandske korruption. Mens landet var bragt i knæ, lykkedes det Porosjenko-familien med faderen, Oleksíj Porosjenko, og kolleger fra færdselsdirektoratet i Kijevs hjælp, at stifte UkrPromInvest, et ukrainsk industri- og investeringsselskab, der specialiserede sig i konfekture og solgte kakaobønner.  Interesserne udvidedes til landbrugssektoren og bilindustrien. Ved Porosjenkos brors død i august 1997 overtog Petro hans forretningsområder. I 1990'erne overtog selskabet kontrollen med flere konfekturevirksomheder, der fusionerede i "Roshen-gruppen", den største konfektureproducent i Ukraine.
Den formue, Petro Porosjenko skabte sig i konfektureindustrien, gav ham øgenavnet "Chokoladekongen".
Nu omfatter Porosjenkos forretningsimperium flere bil- og busvirksomheder, Leninska Kuznja-skibsværftet i Kyiv, tv-kanalen Kanal 5 og andre virksomheder.

### Milliardærliste-placeringer
I marts 2012 placerede Forbes Porosjenko på Forbes' liste over milliardærer på 1.153. pladsen, med 1 milliard USD.
Ifølge den årlige liste over de rigeste personer i Ukraine, som blev offentliggjort i oktober 2015, og som udgives af det ukrainske tidsskrift Novoje Vremya og gennemføres med Dragon Capital, der er et førende investeringsselskab i Ukraine, var præsident Porosjenko den eneste fra topti på listen, hvis formue var vokset siden den foregående rangliste. Hans formue anslås til 979 millioner dollars, en vækst på 20 %, og hans placering er ændret fra den 9. til 6. rigeste oligark i Ukraine. Artiklen bemærkede, at Porosjenko var en af to europæiske politiske ledere, der ejer et forretningsimperium i en sådan skala. Den italienske Silvio Berlusconi er den anden.
Ifølge Forbes' vurdering fra juni 2014 er Porosjenkos formue på $1,3 milliarder, og han indtog 6. pladsen blandt de rigeste oligarker i Ukraine.

### Forretningsimperiet
Efter reorganisering af Porosjenkos virksomheder i 2006 blev der dannet et holdingselskab, "Прайм Ессетс Кепітал" (tr. Prajm Jessets Kepital; dansk: ~ Prime Aktiv Kapital), 100 % ejet af Porosjenko, selskabet ejer "Ukrprominvest-gruppen".
Denne gruppe kontrollerer mere end 50 virksomheder inden for kerneområderne fødevareindustri og bilindustri.
|                 |
| Leninska kuznja |

|                    |
| Bogdan Corporation |

|                |
| Roshen-gruppen |

|          |
| 5. Kanal |

Blandt andet indgår:
| Finansielle sektor - International Investeringsbank - Forsikringsselskab "Krajina" Landbrugssektoren - Ukrproinvest-Agro en af de største af landbrugsvirksomheder i Ukraine - Landbrugsselskabet i Vinnitsja oblast - Forenede Stivelseproducenter - Dnipro-stivelsesfabrik - Pohrebysjtsje-sukkerkompagni - Kryzjopilskyj-sukkerkompagni - Interkorn-procesindustri Skibsbygning - Sevastopol værft (nationaliseret 28. februar 2015 af de russiske myndigheder i Sevastopol) - Leninska kuznja, dansk: ~ Lenins smedje, værft i Kyiv værftet producerer bl.a. pansrede mandskabsvogne til den ukrainske hær | Bilindustrien - Bogdan Corporation - LLC "Hyundai Motor Ukraine" - LuAZ, Lutsk-bilfabrik - Tjerkasy-bilfabrik Producerer personbiler, med en produktionskapacitet på 120-150.000/år - Bilsamlefabrik nummer 3 Producerer lastbiler, med en produktionskapacitet på 15.000/år Konfekturegruppen Roshen - Kyiv-konfekturefabrik - Mariupol-konfekturefabrik - Vínnitsja-konfekturefabrik - Krementjuk-konfekturefabrik - Lipetsk-konfekturefabrik (Rusland) - Klaipeda-konfekturefabrik (Litauen) - Choco Kft Bonbonetti (Budapest, Ungarn) Medier - 5. Kanal (tv-kanal) - Radio 5 |

## Tidlig politiske karriere
Porosjenko blev første gang indvalgt i Verkhovna Rada (det ukrainske parlament) i 1998 i enkeltmandskredsen Vínnitsja. Han var medlem af "Socialdemokratisk Parti Ukraine (forenet)" (SDPU), der støttede præsident Leonid Kutjma. Porosjenko forlod SDPU i 2000 og oprettede en uafhængig centrumvenstre fraktion, Solidarnist. I 2001 deltog Porosjenko i oprettelsen af Regionernes Parti, der også bakkede Kutjma op, Solidarnist gennemførte aldrig fusionen.

## Sekretær i rådet for Ukraines nationale sikkerheds- og forsvarspolitik
I december 2001 brød Porosjenko med Kutjma for at blive kampagneleder for oppositionslederen Viktor Jusjtjenkos "Vort Ukraine". Efter parlamentsvalget i marts 2002 hvor Vort Ukraine fik flertal, blev Porosjenko igen indvalgt i parlamentet, Porosjenko fungerede som leder af Parlamentets budgetudvalg, hvor han blev beskyldt for "forlægge 47 millioner hryvnias" (US $ 8,9 millioner). Efter valget til parlamentet gennemførte skatteinspektører et grundigt eftersyn af hans selskaber. Da Jusjtjenko blev indsat som præsident i 2005 blev granskningen af Porosjenkos UkrPromInvest indstillet.
Porosjenko blev betragtet som en af Jusjtjenkos tætte allierede. Jusjtjenko er gudfar til Porosjenko døtre. Porosjenko var sandsynligvis den rigeste oligark blandt Jusjtjenko tilhængere, og blev ofte nævnt som en af Vort Ukraines og Den orange revolution vigtigste finansielle bagmænd. Efter Jusjtjenko vandt præsidentvalget i 2004, blev Porosjenko udnævnt sekretær i det nationale sikkerheds- og forsvarsråd.
I september 2005 brød meget omtalte gensidige beskyldninger om korruption ud mellem Porosjenko og premierminister Julia Timosjenko, der involverede privatiseringen af statsejede virksomheder. Porosjenko blev anklaget for at forsvare Viktor Pintjyks interesser, da han erhvervede firmaet Nikopol Ferroalloy for $ 80 millioner på trods af, at det var vurderet til $ 1 mia. Som følge af beskyldningerne fyrede Jusjtjenko hele sit ministerkabinet, herunder Porosjenko og Timosjenko. Den statslige anklager afviste at gennemføre en undersøgelse af magtmisbrug mod Porosjenko måneden efter. Umiddelbart efter fyrede Jusjtjenko statsadvokaten i Ukraine, Svjatoslav Piskun. Piskun hævdede, at han blev fyret, fordi han nægtede at indlede en straffesag mod Timosjenko og nægtede at droppe sagsanlæget mod Porosjenko.
Ved parlamentsvalget i marts 2006 blev Porosjenko genvalgt til det ukrainske parlament med støtte fra Vort Ukraines valgalliance. Han var formand for det parlamentariske udvalg for finans- og banksektoren. Angiveligt fordi Porosjenko krævede at få posten som formand for det ukrainske parlament, valgte Det Socialistiske Parti i Ukraine at bryde med Julia Timosjenko-blokken og blive en del Viktor Janukovitjs anden samlingsregering, fordi partiet fik tilbudt, at deres partileder, Oleksandr Moroz, blev formand, hvis de støttede samlingsregeringen. Det efterlod Porosjenkos Vort Ukraine og deres allierede Julia Timosjenko-blokken uden for regeringen.
Porosjenko stillede ikke op til parlamentsvalget i september 2007. Porosjenko blev formand for bestyrelsen for Ukraines Nationalbank i februar 2007. Mellem 1999 og 2012 var han medlem af bestyrelsen for Ukraines Nationalbank.

## Udenrigsminister og minister for handel
Ukraines præsident Jusjtjenko udnævnte Porosjenko til udenrigsminister den 7. oktober 2009. Porosjenko blev udnævnt af Verkhovna Rada (Ukraines parlament) den 9. oktober 2009. Den 12. oktober 2009 genudnævnte præsident Jusjtjenko Porosjenko til sekretær i det nationale sikkerheds- og forsvarsråd. Porosjenko støttede ukrainsk NATO-medlemskab. Men han erklærede også, at medlemskab af NATO ikke bør være et mål i sig selv. Selvom Porosjenko blev afsat som udenrigsminister den 11. marts 2010, udtrykte præsident Viktor Janukovitj håb om yderligere samarbejde med ham.
I slutningen af februar 2012 blev Porosjenko udnævnt som ny minister for handel og økonomisk udvikling i Azarov-regeringen, og 9. marts 2012 erklærede præsident Janukovitj, at han ønskede, at Porosjenko skulle være minister for økonomisk udvikling og handel. Den 23. marts 2012 blev Porosjenko udnævnt til Ukraines minister for økonomisk udvikling og handel af Janukovitj. Samme måned trådte han tilbage som leder af bestyrelsesformand i Ukraines nationalbank.
Porosjenko hævder, at han blev minister for handel og økonomisk udvikling for at hjælpe med at bringe Ukraine tættere på EU og få Julia Timosjenko løsladt fra fængslet. Efter at han overtog posten, indledte skatteinspektører en gennemgribende kontrol af hans virksomheder.

## Genindvalgt i parlamentet
Efter parlamentsvalget i 2012 var Porosjenko tilbage i Verkhovna Rada (parlamentet) med mere end 70 % af stemmerne som uafhængig kandidat i en enkeltmandskreds i Vínnitsja oblast. Han tilsluttede sig ingen gruppe i parlamentet og blev medlem af udvalget om europæisk integration. Porosjenkos far, Oleksíj Porosjenko, havde til hensigt at deltage i valget i en anden enkeltmandskreds i Vínnitsja oblast, men trak sit kandidatur medio februar 2013 af helbredsmæssige grunde .  Porosjenko antydede, at han ville opstille til borgmestervalget i Kyiv i 2013.

### Euromajdandemonstrationerne
Under euromajdan støttede han de protesterende. Han optrådte ofte på Maidan. Nogle russiske medier kaldte Porosjenko sponsor af protesterne. I et interview med Novaja Gazeta erkendte han, at han "sponsorede revolutionen med mad, vand og brænde". Det medførte et fald i hans popularitet, og han deltog ikke i forhandlinger mellem præsident Janukovitj og oppositionspartierne, der deltog på Fædrelandsforbundet, Svoboda og UDAR.
Porosjenko nægtede at slutte sig til Janukovitjs regering, men fik sin allierede Volodymyr Grojsman, borgmesteren i Vínnitsja, valgt ind i regeringen, ligesom Porosjenko nægtede at slutte sig til de to nyoprettede parlamentariske grupper, Ukraines Renæssance og Suveræne europæiske Ukraine. Under Krimkrisen 2014 besøgte Porosjenko Simferopol på Krim, før byen blev indlemmet i Rusland; foran Krims parlament udtalte Porosjenko til den forsamlede menneskemængde: "Vi er nødt til at finde et kompromis".
I et interview med Lally Weymouth sagde Porosjenko: "Fra begyndelsen var jeg en af arrangørerne af Euromajdan. Min tv-kanal - Kanal 5 - spillede en uhyre vigtig rolle ... Da Kanal 5 begyndte at sende.. var der kun 2.000 mennesker på Majdan, men i løbet af natten gik folk til fods - syv, otte, ni, ti kilometer, idet de forstod, at dette er en kamp for ukrainsk frihed og demokrati. På fire timer var der næsten 30.000 mennesker." BBC rapporterede at "hr. Porosjenko ejer tv-kanalen Kanal 5, den mest populære nyhedskanal i Ukraine, som viste klare pro-oppositionssympatier i månederne under den politiske krise i Kyiv."

### Præsidentvalget 2014
Efter Euromajdandemonstrationerne i 2014, der resulterende i afsættelse af Viktor Janukovitj som præsident i Ukraine, blev et nyt præsidentvalg planlagt til den 25. maj 2014. I meningsmålinger fra marts 2014 fik Porosjenko den største tilslutning af alle potentielle kandidater, en meningsmåling foretaget af Socis gav ham en opbakning på over 40 %. Den 29. marts erklærede han, at han ville stille op til præsidentvalget. Samtidigt nedlagde Vitalij Klitjko sit kandidatur til præsidentposten og støttede Porosjenkos kandidatur.
Den 2. april udtalte Porosjenko: "Hvis jeg bliver valgt, vil jeg være ærlig og sælge Roshen-gruppen". I begyndelsen af april udtalte han, at niveauet for den folkelige opbakning til ideen om Ukraines optagelse i NATO var for lille til at sætte spørgsmålet på dagsordenen "for ikke at splitte landet". Den 14. april støttede Porosjenko offentligt kampagnen for valg af Jarosław Gowin fra partiet "Polen Sammen, Forenede Højre" til Europa-Parlamentet, som tak for partiets støtte til Ukraine.
Porosjenkos valgslogan var: "Leve på en ny måde - Porosjenko!" Den centrale valgkommission i Ukraine offentliggjorde den o29. maj, at Porosjenko havde vundet præsidentvalget den 25. maj med 54,7 % af stemmerne.
Under et besøg i Berlin erklærede Porosjenko, at separatisterne "ikke repræsenterer nogen. Vi er nødt til at genoprette lov og orden og feje terrorister væk fra gaden". Han omtalte folkeafstemningen om Donbas' status den 11. maj 2014 som "fup".
Ved præsidentvalget fik Porosjenko mere end 50 % af stemmerne i det meste af Ukraine. I oblasterne Kharkiv, Luhansk, Donetsk og Zaporizjzja var opbakningen imidlertid under 40 %, og i oblasterne Dnipropetrovsk, Kherson, Mykolaiv, Odessa og i nord Tjernihiv var opbakningen til ham alle steder under 50 %. Det var således et delt Ukraine, der valgte ham. Delingen følger i alt væsentligt sproggrænserne i Ukraine. Krim deltog ikke i valget.

## Præsident
Da det blev klart, at han vandt valget på valgaftenen den 25. maj 2014, annoncerede Porosjenko "Min første præsidentrejse kommer til at gå til Donbas", hvor de bevæbnede oprørere havde erklæret de separatistiske republikker Folkerepublikken Donetsk og Folkerepublikken Lugansk og havde kontrol over en stor del af regionen. Porosjenko lovede samtidigt at fortsætte de ukrainske regeringsstyrkers militære operationer for at afslutte det væbnede oprør og sagde "den anti-terroristoperation kan ikke og bør ikke vare to eller tre måneder. Den skal og vil vare timer". Han sammenlignede de væbnede pro-russiske oprørere med somaliske pirater. Porosjenko opfordrede til forhandlinger med Rusland i overværelse af internationale formidlere. Rusland reagerede ved at udtale, at de ikke havde brug for en mellemmand i de bilaterale forbindelser med Ukraine. Som nyvalgt præsident lovede Porosjenko at indtage Krim, der var annekteret af Rusland i marts 2014. Han lovede også at holde nyt parlamentsvalg i 2014.

### Indsættelse
Porosjenko blev indsat i Verkhovna Rada (parlamentet) den 7. juni 2014. I sin tiltrædelsestale understregede han, at Ukraine ikke ville opgive Krim og understregede Ukraines enhed. Han lovede amnesti "for dem, der ikke har blod på hænderne" til de separatistiske og pro-russiske oprørere i den pro-russiske konflikt i Ukraine i 2014 og til de ukrainske nationalistiske grupper, der kæmpede imod dem, men tilføjede: "at tale med gangstere og mordere er ikke vores vej". Han opfordrede også til tidlige regionale valg i det østlige Ukraine. Porosjenko erklærede, at han ville underskrive den økonomiske del af Ukraine-EU-associeringsaftalen, og at dette var første skridt hen imod fuld ukrainske medlemskab af EU. Under talen erklærede han, at "ukrainsk er det eneste statssprog", men talte også om de "garantier [for] uhindret udvikling af russisk og alle andre sprog". En del af talen var på russisk.
Indsættelsen blev overværet af omkring 50 udenlandske delegationer, herunder den amerikanske vicepræsident Joe Biden, Polens præsident Bronislaw Komorowski, præsidenten for Hvideruslands Aleksandr Lukasjenko, Litauens præsident Dalia Grybauskaitė, Schweiz' præsident og OSCEs fungerende formand Didier Burkhalter, Tysklands præsident Joachim Gauck, Georgiens præsident Giorgi Margvelasjvili, Canadas premierminister Stephen Harper, Ungarns premierminister Viktor Orbán, formanden for det Europæiske Råd Herman Van Rompuy, OSCE's generalsekretær Lamberto Zannier, FN's under-generalsekretær for politiske anliggender Jeffrey Feldman, Kinas kulturminister Cai Wu og Ruslands ambassadør i Ukraine Mikhail Zurabov Ukraines tidligere premierminister Julia Timosjenko var også til stede. Efter indsættelsen udtalte Timosjenko: "Jeg tror Ukraine har fundet en meget stærk stabiliserende faktor" (om Porosjenko).

### Indenrigspolitik

#### Fredsplan fordet østlige Ukraine
Samtidig med hans indsættelse havde bevæbnede pro-russiske oprørere efter en omstridt folkeafstemning, der anses for at være ulovlig af det internationale samfund, erklæret de separatistiske republikker Folkerepublikken Donetsk og Folkerepublikken Lugansk og kontrollerede en store dele af det østlige Ukraine. Porosjenko lancerede efter sin indsættelse en såkaldt "fredsplan" med det formål at få anerkendt præsidentvalget i Ukraine af Rusland. Planen indeholdt en våbenhvile med separatisterne (kaldt "terrorister" af Porosjenko) og etablering af en humanitær korridor for civile ("der ikke havde været involveret i konflikten"). Porosjenko truede med, at han havde en "Plan B".
Porosjenko lovede hævn over separatisterne, efter at 19 ukrainske soldater blev dræbt i et raketangreb: ".. de militante kommer til at betale hundredvis af liv for hvert af vore soldater liv. Ikke en eneste terrorist vil undgå ansvar. De vil alle blive straffet".
I december 2014 fordømte Kharkiv Menneskerettighedsgruppe (ukrainsk: Харківська правозахисна група; KhPG) Porosjenko for tildelingen af ukrainsk statsborgerskab til den hviderussiske nynazistiske leder i azov-bataljonen Sergij Korotkjikh.
Porosjenko var uenig i at give autonom status til Donbas og sagde: "På trods af stærk insisteren, er vi ikke enige i nogen selvstændig status. .. Vi er overhovedet ikke villige i at gå på kompromis om føderal opdeling. Der står intet om selvstændighed eller føderal opdeling i [Minsk] dokumenterne".

#### Decentralisering af magten
I midten af juni indledte Porosjenko en proces med ændring af Ukraines forfatning for at indføre en administrativ decentralisering. Ifølge Porosjenko var det "et centralt element i fredsplanen". I hans udkast til forfatningsændringer i juni 2014 blev det foreslået at ændre den administrative inddeling af Ukraine, der burde omfatte regioner (som erstatning for de nuværende oblaster), distrikter og "hromadas" (bymæssige bebyggelser). Han foreslog, at ukrainsk forblev den eneste officielle sprog i Ukraine; men i ændringsforslaget foreslog han også, at "landsbyer, byer, distriktet og regionale administrationer skal have ret til at fastsætte status for det russiske sprog og andre nationale minoritetssprog i Ukraine inden for grænserne af deres administrative og territoriale område". Yderligere foreslog Porosjenko at oprette en stilling som præsidentens repræsentant, der skulle overvåge håndhævelsen af den ukrainske forfatning og love og observere overholdelsen af menneskerettigheder og frihedsrettigheder i oblasterne og rajonerne. I tilfælde af en "nødsituation eller militær undtagelsestilstand" skal de "lede og organisere" de områder, de er udstationeret i. Fædrelandsforbundet (ukrainsk: Всеукраїнське об'єднання "Батьківщина"), den vigtigste koalitionspartner i Jatsenjuk-regeringen, vendte sig mod planen.
Porosjenko har gentagne gange udtalt sig imod føderalisering.
Porosjenko søger ikke at øge sine beføjelser som præsident.
Et lovforslag fra 1. juli 2015 gav lokale myndigheder ret til at føre tilsyn med, hvordan deres skatteindtægter bliver brugt. Lovforslaget gav ikke en autonom status til Donbas, som de pro-russiske oprørere havde krævet, men gav området delvis selvstyre i tre år.

#### Opløsning af Parlamentet
Den 25. august 2014 udskrev Porosjenko valg til Verkhovna Rada (Ukraines parlament), selvom valgperioden egentligt løb frem til 2017. Det udskrevne valg blev afholdt den 26. oktober 2014. Ifølge Porosjenko var det nødvendigt "at rense Rada for støtterne til [Ukraines tidligere præsident] Viktor Janukovitj". Porosjenko sagde, at disse deputerede "tydeligt ikke repræsenterede de mennesker, der havde valgt dem". Porosjenko sagde også, at disse Rada-deputerede var ansvarlige for "de diktaturiske love, der tog livet af de himmelske hundrede" (en betegnelse for de faldne i forbindelse med Euromajdanurolighederne). Porosjenko påstod også, at mange af parlamentsmedlemmerne var "direkte sponsorer og medskyldige i eller i det mindste sympatisører af militante separatister".
Porosjenko havde presset på for udskrivning af valget siden sin sejr ved præsidentvalget i maj 2014.
Under partikongressen for partiet "Solidaritet" den 27. august 2014 skiftede partiet navn til Petro Porosjenko-blokken. "Solidaritet" havde været Porosjenkos parti. Eftersom præsidenten af Ukraine ikke må være medlem af et parti, blev Porosjenko "Æresformand" for "Petro Porosjenko-blokken".

#### Atomvåben
Den 13. december 2014 erklærede Porosjenko, at han ikke ønsker, at Ukraine igen bliver en atommagt.

#### Afskaffelse af kommunismen og oligarkiet
Den 15. maj 2015 underskrev Porosjenko et lovforslag, der indledte en seks måneders periode til fjernelse af kommunistiske monumenter og obligatoriske omdøbning af gader, andre offentlige steder og byer med et navn relateret til kommunismen. Porosjenko udtalte: "jeg gjorde, hvad jeg skulle" og tilføjede: "Ukraine som stat har gjort sit arbejde, så nu må historikere gøre deres arbejde, og regeringen bør tage sig af fremtiden". Porosjenko mener, at de nazistiske forbrydelser kan sammenlignes med Sovjetunionens kommunistiske forbrydelser. Lovgivningen, som Porosjenko underskrev den 15. maj 2015, gav samtidigt "offentlig anerkendelse til alle, der kæmpede for ukrainsk uafhængighed i 1900-tallet", herunder den kontroversielle organisation OUN og efterfølgeren UPA og de ledende kræfter Stepan Bandera og Roman Sjuchevitj.
Porosjenko udtalte i et interview med den tyske avis Bildzeitung, at "hvis jeg bliver valgt, vil jeg tørre tavlen ren og vil sælge "Roshen-gruppen". Som præsident af Ukraine, ønsker jeg kun at fokusere på nationens trivsel".
Den 23. marts 2015 accepterede Petro Porosjenko milliardæren Ihor Kolomojskijs fratræden som guvernør i Dnipropetrovsk oblast, pga. Kolomojskijs kontrol over det store statslige olieselskab. "Der skal ikke mere være oligarker i Ukraine," sagde Porosjenko og tilføjede, at "oligarkerne skal betale højere [skatter] end middelklassen og mere end de små virksomheder." Præsidenten understregede, at "programmet med afskaffelse af oligarkiet vil blive ført ud i livet". Porosjenko lovede, at han vil bekæmpe det ukrainske oligarki.

#### Antikorruption
Porosjenko underskrev den 14. oktober 2014 et dekret, hvori han godkendte oprettelsen af Rådet for Offentlig kontrol og reglerne for rådet, der sorterer under Antikorruptions Bureauet. Rådet omfatter 17 medlemmer. Ni af dem repræsenterer det offentlige, seks repræsenterer offentlige organisationer, som har erfaring med at bekæmpe korruption og to repræsentanter for sammenslutningen af iværksættere.

### Udenrigspolitik

#### USA
Den 7. december 2015 havde Porosjenko et møde med USA's vicepræsident Joe Biden i Kyiv, hvor de drøftede det ukrainsk-amerikanske samarbejde.

#### Rusland
I juni 2014 afbød Porosjenko ethvert samarbejde med Rusland på det militære område.
På Europarådets Parlamentariske Forsamling den 26. juni 2014 erklærede Porosjenko, at bilaterale forbindelser med Rusland ikke kan normaliseres, medmindre Rusland afbryder sin ensidige annektering af Krim og returnerer kontrollen over Krim til Ukraine.
Om Porosjenkos fredsplan for østlige Ukraine fra juni 2014 udtalte den russiske udenrigsminister Sergej Lavrov: "det ligner et ultimatum".
Den 26. august 2014 mødtes Porosjenko med russiske præsident Vladimir Putin i Minsk, hvor Putin opfordrede Ukraine til ikke at eskalere sin offensiv. Porosjenko reagerede ved at kræve, at Rusland standsede sine leverancer af våben til de separatistiske oprørere. Han sagde, at Ukraine ønskede et politisk kompromis, og lovede, at de russisktalende indbyggeres interesser i det østlige Ukraine ville blive taget i betragtning.

#### Den Europæiske Union
Den Europæiske Union (EU) og Ukraine underskrev den økonomiske del af associationsaftalen mellem EU og Ukraine den 27. juni 2014. Porosjenko udtalte, at dagen var "den mest historisk betydningsfulde for Ukraine siden uafhængigheden i 1991", der er et "symbol på tro og ubrydelig vilje". Han så underskrivelsen som begyndelsen på forberedelserne til ukrainsk EU-medlemskab. Under Porosjenko fik ukrainerne d. 11. juni 2017 ret til at rejse i Schengen, og dermed i EU bortset fra Storbritannien og Irland, uden et visa.

#### NATO
På sin tale ved åbningen af det nye parlament den 27. november 2014 sagde Porosjenko "vi har besluttet at vende tilbage til kursen mod NATO-integration", fordi "den alliancefri status Ukraine proklamerede i 2010 ikke kunne garantere vores sikkerhed og territoriale integritet". Det ukrainske parlament vedtog med stemmerne 303-8 den 23. december 2014 at ophæve loven fra 2010, der havde gjort Ukraine til en alliancefri stat. Den 29. december 2014 lovede Porosjenko at afholde en folkeafstemning om optagelse i NATO. Den 22. september 2015 hævdede Porosjenko, at "Ruslands aggressive handlinger" beviste nødvendigheden af udvidelsen af NATO, og at den ukrainske folkeafstemning om optagelse i NATO ville blive afholdt, efter at "alle betingelser for ukrainsk opfyldelse NATO kriterierne for medlemskab" var blevet opfyldt "af vort reformerede land". Ifølge en artikel fra d. 2. februar 2017 har Porosjenko stadig i sinde at afholde en folkeafstemning omkring et NATO-medlemskab.

#### International kritik
Porosjenko blev kritiseret af Committee to Protect Journalists for at underskrive et dekret, der forbød 41 internationale journalister og bloggere at rejse ind Ukraine i et år, idet de blev stemplet som en trussel mod den nationale sikkerhed. Listen omfatter tre BBC-journalister og to spanske journalister, der i øjeblikket er savnet i Syrien; alle journalisterne havde tidligere dækket krisen i Ukraine.

## Panama-papirerne
Porosjenko oprettede et offshoreselskab på De Britiske Jomfruøer midt under krigen i Donbas. Lækkede dokumenter fra Panama-papirerne viser, at Porosjenko registrerede virksomheden "Prime Asset Partners Ltd" den 21. august 2014. Dokumenter i Cypern afslører Porosjenko som firmaets eneste aktionær. Porosjenko har afvist, at han har gjort noget forkert, og det advokatkontor, Avellum, som fører tilsyn med salget af Roshen-gruppen, Porosjenkos konfektureselskab, sagde, at "eventuelle påstande om skatteunddragelse er grundløse". Anti-korruptiosgruppen Transparency International mener, at "oprettelsen af virksomheder, mens man bestrider præsidentembedet, er en direkte overtrædelse af forfatningen".

## Under undersøgelse for forræderi
Den 26. juli 2017 offentliggjorde Renat Kuzmin, ledende statsanklager og tidligere stedfortrædende leder af statsanklagermyndigheden i Ukraine, en afgørelse fra Petjerskyj rajonsret (i Kyiv), der pålægger Ukraines sikkerhedstjeneste, SBU, at undersøge præsident Porosjenko for forræderi i henhold til artikel 111 i Ukraines straffelov.

## Familie
Petro Porosjenko har siden 1984 været gift med Maryna Anatóliіvna Porosjenko (født Perevedentseva 1. februar 1962 i Kyiv), datter af viceministeren for sundhed i Sovjetunionen, Anatolij Perevedentseva. Hun er uddannet på Bogomolets nationale medicinske universitet som hjertespecialist. Efter endt uddannelse arbejdede hun som læge på kardiologiafdelingen på Oktober Hospital i Kyiv. Maryna Anatóliіvna deltager ikke i det offentlige liv bortset fra hendes opgaver som formand for fondsbestyrelsen Petro Porosjenkos velgørende fond.
Parret har fire børn: Oleksij (f. 1985), Jevhenija (f. 2000), Oleksandra (f. 2000), Mikhajlo (f. 2001) og to børnebørn: Peter (f. 2014) og Elizabeth (f. 2016). Viktor Jusjtjenko og Oksana Bilozír (begge medlemmer af Vores Ukraine - Folkets Selvforsvar) er gudforældre til Jevhenija og Oleksandra.
Ifølge rapporter i medierne i 2009 er Peter Porosjenko sognebarn i Ioninskij Klosteret i Kyiv, der er tilknyttet Den ukrainsk-ortodokse kirke (Moskva-patriarkatet), hvor han er ordineret som diakon.
Peter Porosjenko bror Mikhail Porosjenko (28. august 1957-25. august 1997) var en af grundlæggerne af UkrPromInvest. Broderen blev ifølge familien dræbt i en trafikulykke. Mikhail er begravet på Zvirinetske kirkegård i Kyiv.